# Şehzade-mecset
A Şehzade-mecset (törökül:Şehzade Camii) egy 16. századi oszmán mecset Isztambul Fatih kerületében, Törökországban, a nagy oszmán építész, Szinán korai, de fontos műve. I. Szulejmán megrendelésére építették fia Mehmed herceg emlékére, aki 1543-ban halt meg. Néha a „Herceg mecseteként” is hivatkoznak rá.

## Története
A Şehzade komplexumot (külliye)  I. Szulejmán rendelte meg kedvenc fiának Mehmed hercegnek (1520-1543) emléket állítva, aki egy magyarországi hadjáratról Isztambulba való visszatérése során halt meg.
Mehmed volt Szulejmán és egyetlen hivatalos feleségének, Hürrem szultánának a legidősebb fiúgyermeke – bár nem ő volt a legidősebb Szulejmán összes fiúgyermeke közül. Halála előtt úgy határoztak, hogy ő veszi majd át Szulejmán hatalmát. Mehmed halála Szulejmán után negyven napig gyászolt az Isztambulban felállított átmeneti kegyhelyen. Később ezen a helyen építette Szinán a pazar mauzóleumot a hercegnek szentelt mecset-komplexum részeként. Nem ez volt Szinán első fontos birodalmi megrendelése, de ez az egyik legambiciózusabb építészeti alkotása, még ha azt építészeti karrierjének elején is tervezte.

## Építészet

### Külső jellegzetességek
A mecsetbe egy, a mecset területével megegyező méretű, márvány-burkolatú oszlopokkal szegélyezett előtéren keresztül lehet bejutni. Az udvart oszlopsor szegélyezi, ennek közepén şadırvan, rituális tisztálkodásra használt szökőkút áll, amely IV. Murád ajándéka volt. Ez az egyetlen Szinán által tervezett nem-szultáni mecset amely egy minaret-párral és két galériával rendelkezik.
A mecset alapja négyzet alakú, melyet egy fél-kupolákkal négy irányból körbevett központi kupola fed. A kupola átmérője 19 méter, magassága 37 méter. Ezen az építkezésen használta Szinán először a technikát, melynek során oszlopos galériákkal határolja az észak-déli homlokzat teljes hosszát, hogy elrejtse a támpilléreket. 

### Belső jellegzetességek

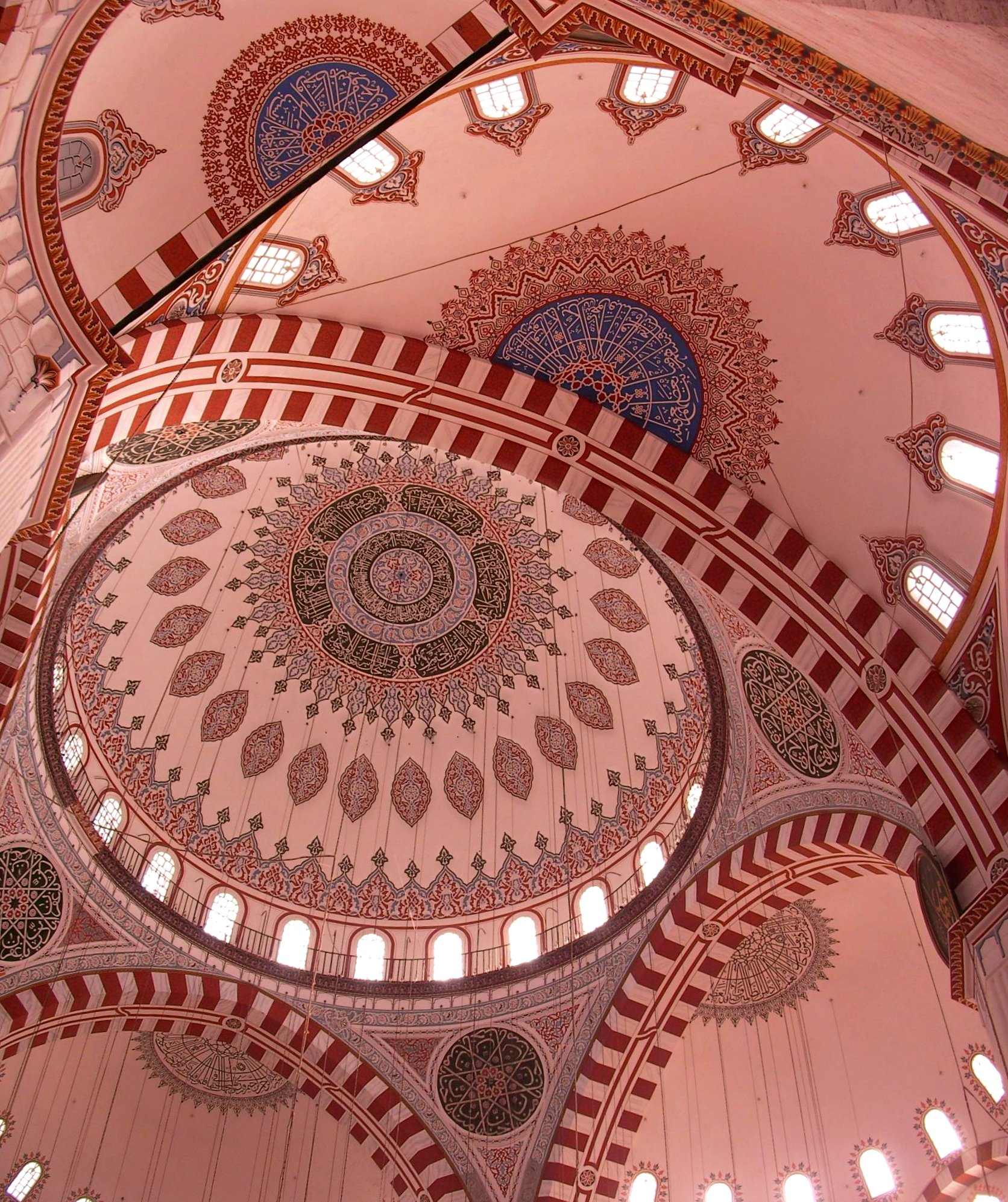
A mecset belseje

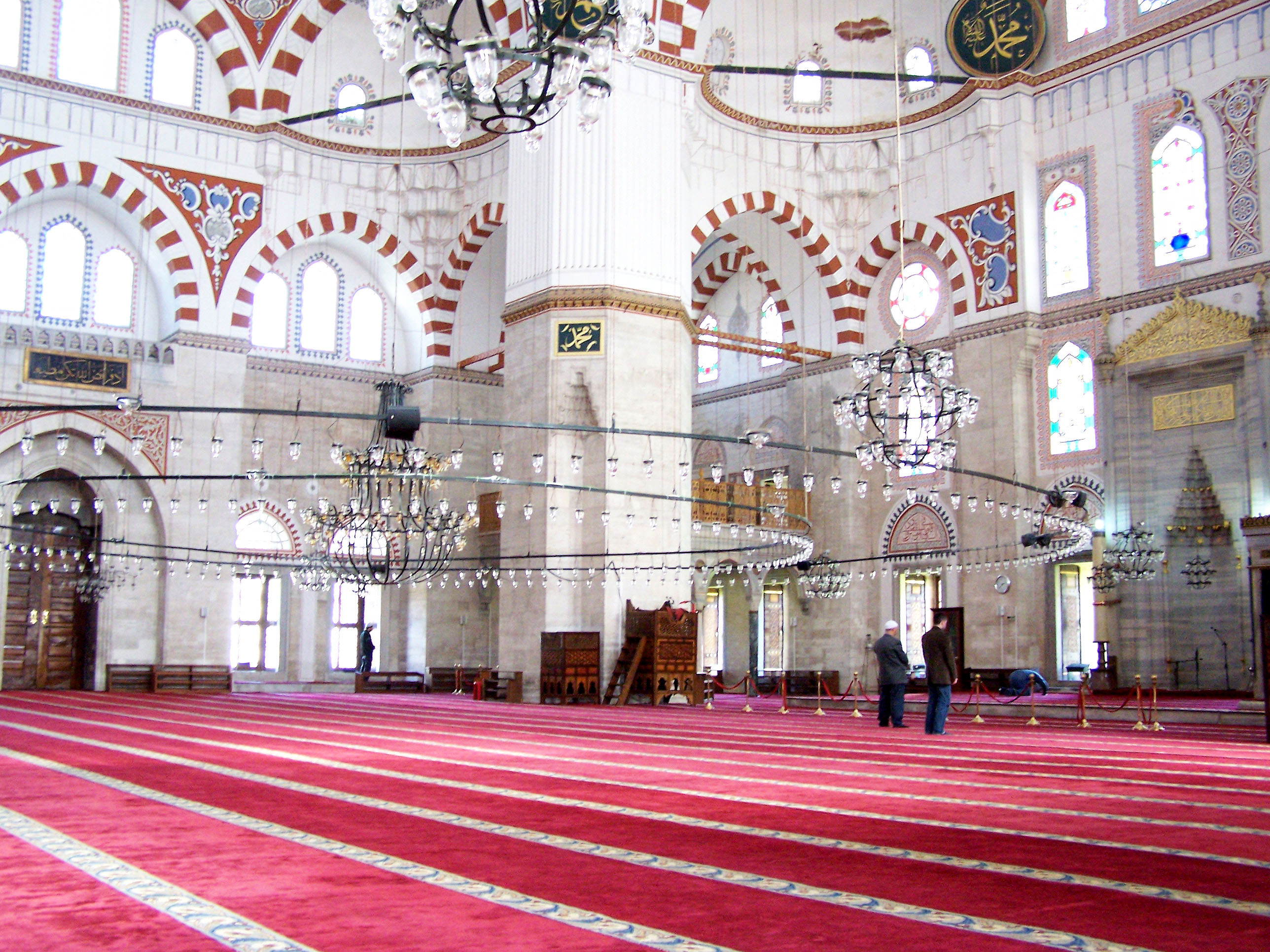
A mecset belseje

A Şehzade-mecset belseje szimmetrikus, a központi kupola alatti részt négy fél-kupolával bővítették ki minden oldalra négylevelű lóhere alakot formázva. Ez a technika azért nem volt teljesen szerencsés, mert elválasztotta egymástól a négy hatalmas pillért, amik a központi kupolát támasztották. Szinán nem is alkalmazta többé ezt a technikát. A mecset belsejének a kialakítása egyszerű, galéria nélküli. 

## A komplexum
A Şehzade komplexum a Fatih és Bayezid komplexumok között fekszik. A mecset mellett a Mehmed hercegnek állított türbe (amely még a mecset előtt elkészült), két Korán-iskola (medresze), egy nyilvános konyha (imaret) ahol a szegényeknek készítettek ételt, és egy karavánszeráj tartozik hozzá. A mecsetet és annak udvarát egy fal veszi körül, ami elválasztja a komplexum többi részétől.

### Mauzóleumok
A temetőkertben a mecsettől délre öt mauzóleum (türbe) áll. A legelső és legnagyobb Mehmed hercegé, bejárata fölött egy perzsa felirattal 1543.-as dátumozással. A mauzóleum oktogon struktúrájú, redős kupolával, színes kőberakásokkal és háromívű oszlopcsarnokkal. A belső falak színes cuerda seca-csempékkel borítottak, az ablakok ólomüvegek. A mauzóleum egyik különlegessége a négyszögletű fa trón Mehmed szarkofágja fölött, ami a trónörökösi státuszt szimbolizálja. A türbében áll Mehmed lányának, Humusah Szultánának és öccsének, Cihangirnak a sírja is. A negyedik szarkofág nem azonosított.
A Şehzade mauzóleumtól délre áll Rüsztem pasa nagyvezír türbéje, amelyet szintén Szinán tervezett. Rüsztem pasa I. Szulejmán oszmán szultán veje volt. Mint a Rüsztem pasa-mecset, ez is mázas izniki csempékkel gazdagon díszített. A komplexum kapujában áll III. Murát vejének, Ibrahim pasa nagyvezírnek a türbéje, aki 1601-ben halt meg. Ezt a türbét Dalgıç Ahmed Çavuş tervezte és küllemében és dekorációjában majdnem megegyezik Mehmed hercegével.

## Kapcsolódó szócikk
- Oszmán építészet